# Sium latifolium
Sium latifolium, hay còn có những tên gọi khác là cây củ cần nước lớn, cây củ cần nước lớn hơn hay cây cần củ nước lá rộng, là một loài thực vật thuộc chi Sium.

## Hình ảnh

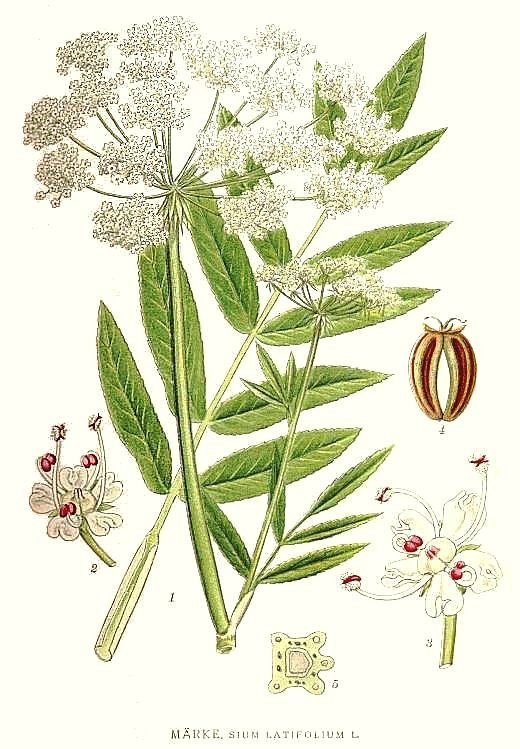
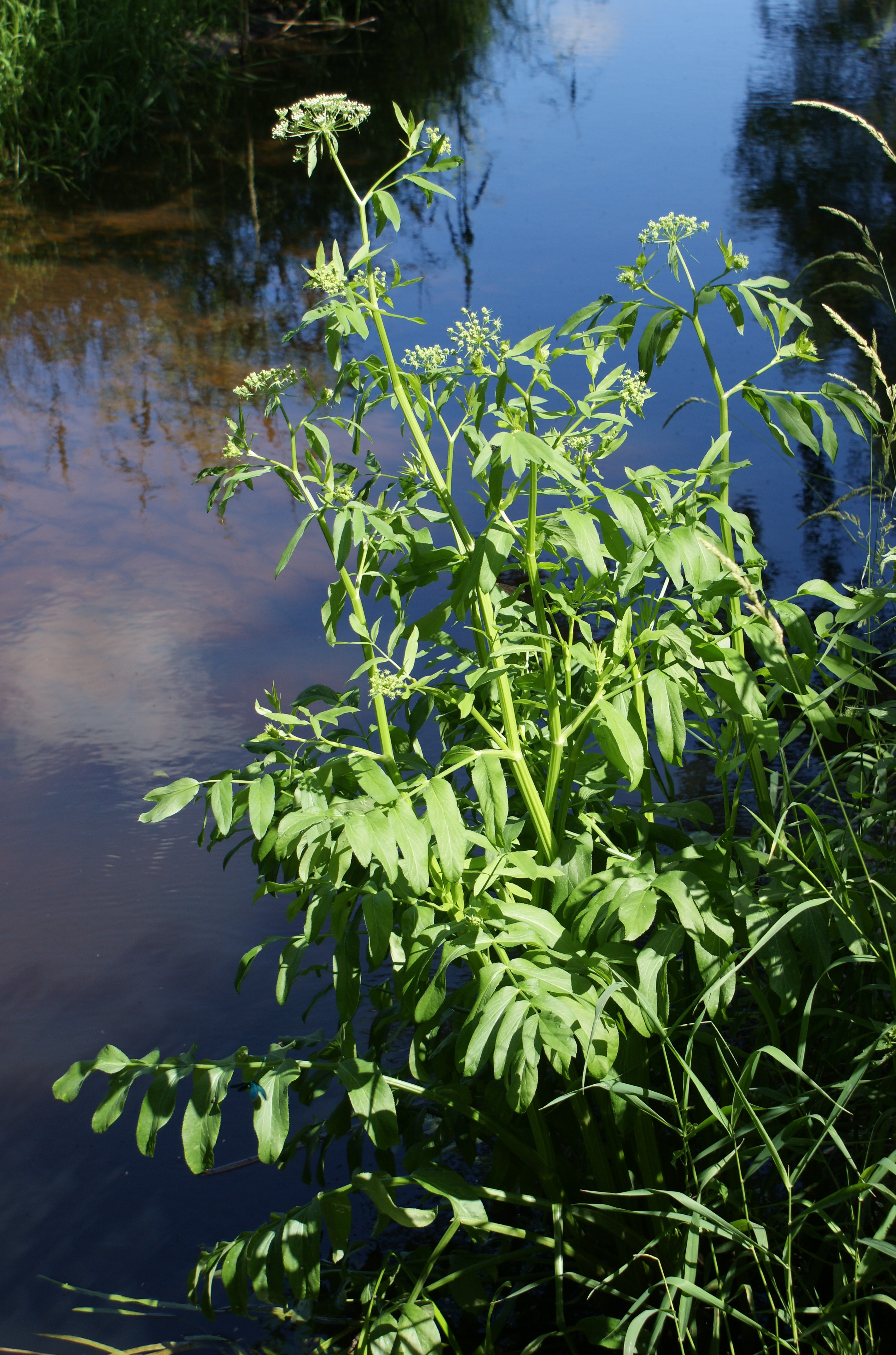
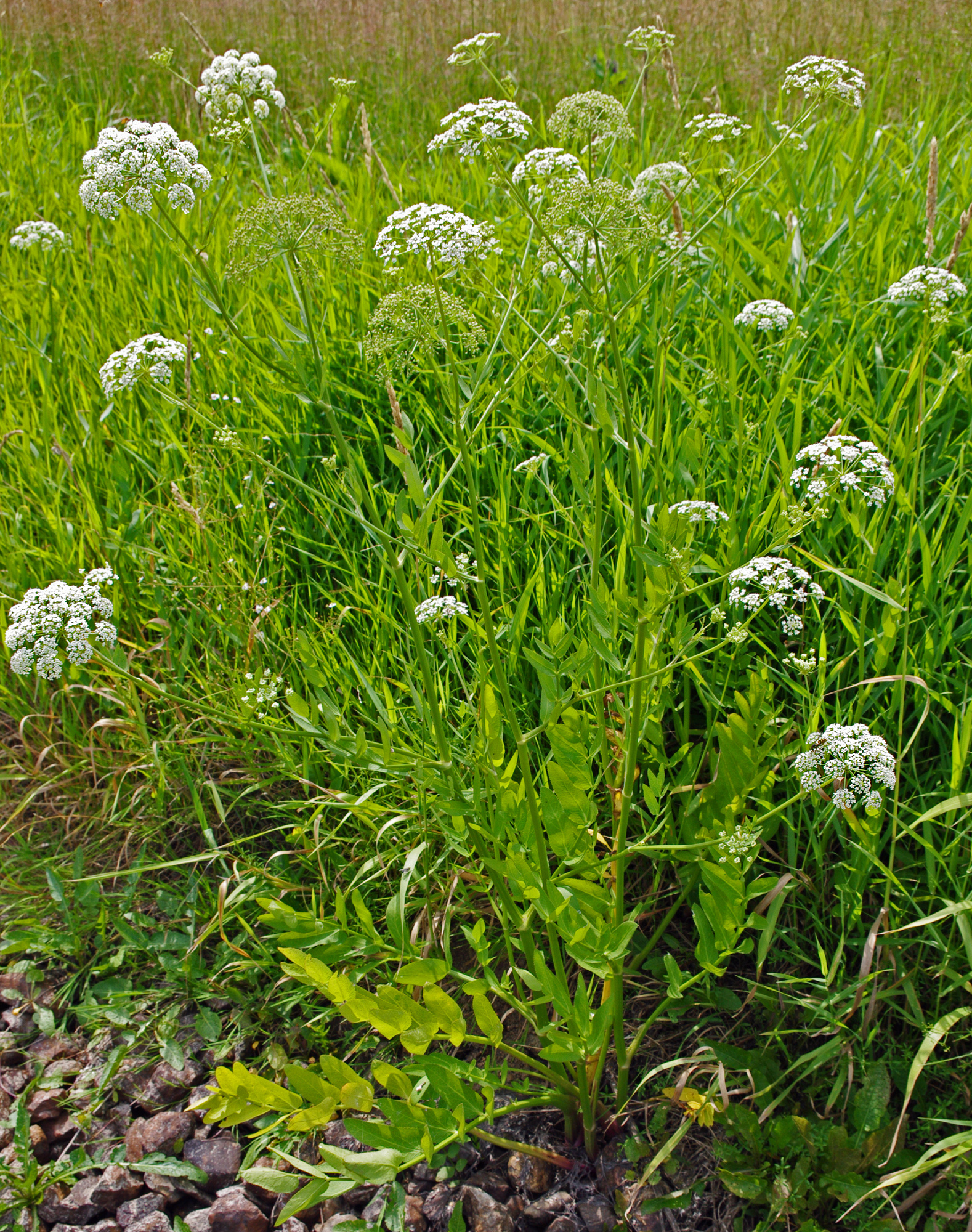
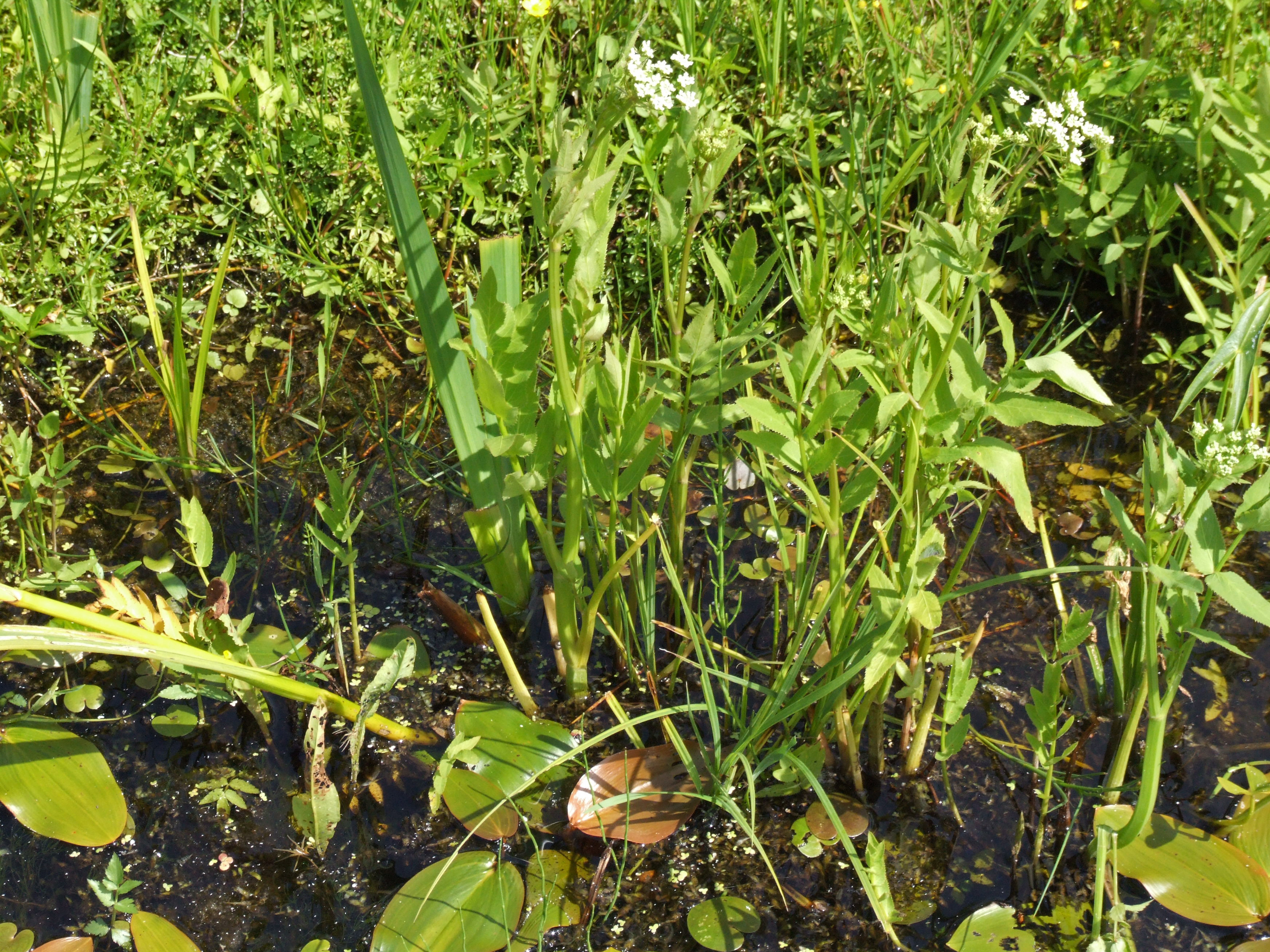